# Cantó d'Anglet-Sud
El cantó d'Anglet-Sud és una divisió administrativa francès, situat al departament dels Pirineus Atlàntics i la regió Nova Aquitània.

## Composició
El cantó és format per la part nord de la comuna d'Angelu, que està dividida amb el cantó d'Anglet-Nord.

## Llista dels consellers generals
| Data d'elecció                               | Identitat         | Partit | Qualitat         |
| -------------------------------------------- | ----------------- | ------ | ---------------- |
| 1982                                         | Victor Mendiboure | UDF    | alcalde d'Angelu |
| 1988                                         | Michel Bonnet     | UDF    |                  |
| 1994                                         | Michel Bonnet     | UDF    | alcalde d'Angelu |
| 1999                                         | Bernard Gimenez   | UDF    |                  |
| 2001                                         | Bernard Gimenez   | UDF    |                  |
| 2008                                         | Guy Mondorge      | PS     |                  |
| Les dades anteriors a 1982 no són conegudes. |                   |        |                  |
|                                              |                   |        |                  |